# Fiumi dell'Umbria
I fiumi dell'Umbria risultano tra i maggiori dell'Italia peninsulare, data la posizione centrale. Il maggiore tra essi è il Tevere, che spacca in due il cuore verde d'Italia, ha due sbarramenti artificiali lungo il suo corso che danno vita ai laghi di Corbara e Montedoglio,  poi vi sono:
- Il Nera, che è il principale affluente del Tevere, lungo 116 km e si sviluppa nella bassa Umbria orientale lambendo la città di Terni. I principali affluenti del Nera sono il fiume Velino (90 km) ed il fiume Corno. Insieme al tributario Velino forma la famosa Cascata delle Marmore.
- Il Paglia, che nasce in Toscana, ma si sviluppa nell'Umbria occidentale, scorre per 86 km ed il maggiore affluente è il Chiani, poi lambisce Orvieto per sfociare nel Tevere.
- Il Chiascio, nasce nell'Umbria settentrionale, al confine con le Marche, e scorre per 82 km attraversando i centri di Bastia Umbra e Assisi. Il principale affluente del Chiascio, dal quale dipende la sua portata è il Topino, lungo 77 km, e quest'ultimo lambisce la città di Foligno.
- Il Nestore, che si sviluppa nella zona del Trasimeno, con 53 km di lunghezza, il maggiore centro che lambisce è Marsciano e a poco a valle della cittadina si getta del Tevere. I suoi affluenti principali sono:
- Da sinistra il Caina (30 km) ed il Genna (20 km).
- Da destra il Fersinone (27 km) ed il Calvana (18 km).

## Elenco
| Pos. | Fiume               | Lunghezza | Bacino in km/3 |        |
| ---- | ------------------- | --------- | -------------- | ------ |
| 1    | Tevere              | 914       | 324,24         | 17.374 |
| 2    | Nera                | 110,44    | 4.279          | 1860   |
| 3    | Velino              | 90        | 60,50          | 2.338  |
| 4    | Paglia              | 86        | 11,26          | 1.185  |
| 5    | Chiascio            | 82        | 18,90          | 1.842  |
| 6    | Topino              | 77        | 10,41          | 1.031  |
| 7    | Candigliano         | 60        | 10,00          | 678    |
| 8    | Clitunno            | 59        | 3,50           | 726    |
| 9    | Corno               | 56        | 29,87          | 703    |
| 10   | Nestore             | 53        | 11,27          | 768    |
| 11   | Sentino             | 42        | 3,44           | 388    |
| 12   | Chiani              | 42        | 2,50           | 323    |
| 13   | Attone              | 36        | 0,80           | 119    |
| 14   | Caina               | 30        | 1,80           | 221    |
| 15   | Naia                | 30        | 1,65           | 214    |
| 16   | Puglia              | 30        | 1,55           | 204    |
| 17   | Menotre             | 30        | 0,50           | 113    |
| 18   | Sovara              | 29        | 1,48           | 124    |
| 19   | Fersinone           | 27        | 1,31           | 127    |
| 20   | Assino              | 24        | 0,30           | 98     |
| 21   | Timia               | 23        | 4,83           | 755    |
| 22   | Faena               | 21        | 0,68           | 78     |
| 23   | Tescio              | 20        | 0,72           | 86     |
| 24   | Genna               | 20        | 0,80           | 84     |
| 25   | Calvana             | 18        | 0,71           | 75     |
| 26   | Saonda              | 18        | 0,43           | 41     |
| 27   | Arnata              | 17        | 0,40           | 68     |
| 28   | Anguillara          | 17        | 0,32           | 71     |
| 29   | Caldognola          | 17        | 0,29           | 74     |
| 30   | Rasina              | 17        | 0,27           | 85     |
| 31   | Serra               | 16        | 0,78           | 94     |
| 32   | Tescino             | 16        | 0,38           | 56     |
| 33   | Formanuova          | 15        | 0,20           | 14     |
| 34   | Rio                 | 15        | 0,20           | 27     |
| 35   | Cestola             | 11        | 0,35           | 28     |
| 36   | Ose                 | 10        | 0,30           | 32     |
| 37   | Fossatone           | 9         | 0,29           | 13     |
| 38   | Sambro              | 9         | 0,15           | 11     |
| 39   | Rigalto             | 8         | 0,25           | 12     |
| 40   | Faenella            | 7         | 0,50           | 11     |
| 41   | Mansolino           | 7         | 0,05           | 10     |
| 42   | Rigo                | 6         | 0,24           | 12     |
| 43   | F. delle Costarelle | 6         | 0,18           | 7,9    |
| 44   | F. di San Pietro    | 3,5       | 0,04           | 2,8    |
| 45   | F. del Patollo      | 3,3       | 0,07           | 3,0    |
| 46   | F. di Sant'Andrea   | 1,8       | 0,06           | 2,2    |
| 47   | F. dè Pozzi         | 1,3       | 0,02           | 0,8    |